# Henry Stommel Research Award
Der Henry Stommel Research Award ist eine Auszeichnung für Ozeanographie der American Meteorological Society. Sie ist nach Henry Stommel benannt und wird seit 1995 jährlich vergeben.

## Preisträger
Jeweils mit offizieller Begründung.
- 1995 Melvin E. Stern für grundlegende und originelle Beiträge zur Entwicklung der geophysikalischen Hydrodynamik und Anwendungen auf die Physik der Ozeanströme (for profound and original contributions to the development of geophysical fluid dynamics and its application to the physics of the ocean circulation)
- 1996 Joseph L. Reid für grundlegende Beiträge zum quantitativen Verständnis der globalen Kreisläufe, basierend auf detaillierten Analysen hydrographischer Beobachtungen (for fundamental contributions to a quantitative understanding of the global circulation, based on detailed and insightful analyses of hydrographic observations)
- 1997 George Veronis für ein breites Spektrum grundlegender Beiträge zur Entwicklung der physikalischen Ozeanographie und geophysikalischer Hydrodynamik (for a wide range of fundamental contributions to the development of physical oceanography and geophysical fluid dynamics)
- 1998 Nicholas P. Fofonoff für seine grundlegende Arbeit zur allgemeinen Zirkulation und den physikalischen Eigenschaften des Ozeans und die Entwicklung von Beobachtungstechniken in der physikalischen Ozeanographie (for his fundamental work on the general circulation and the physical properties of the ocean and for development of observational techniques in physical oceanography)
- 1999 Peter B. Rhines für erstaunliche physikalische Einsicht und tiefliegende Würdigung von Beobachtungen als Leitlinie zum Verständnis dafür, wie der Ozean funktioniert (for amazing physical insight and profound appreciation of observations as a guide to understanding how the ocean works)
- 2000 Carl I. Wunsch für seine führende Rolle in der Erklärung der Zirkulation in den Weltozeanen und seinem Bestehen darauf, dass unser Verständnis und unsere Modelle auf direkten Beobachtungen beruhen sollten und durch diese überprüft werden sollten (for his leadership in understanding the circulation of the global ocean, and his insistence that our understanding and models be based upon and assessed through direct observations)
- 2001 Christopher J. R. Garrett für seine seltene Fähigkeit einfache Modelle oder Konzepte für die Erklärung der reichhaltigen zugrundeliegenden Physik zu benutzen, die uns zu einem besseren Verständnis der Prozesse in den Ozeanen führen (for his rare ability to use simple models or concepts to expose the rich underlying physics that leads us all to a more profound understanding of ocean processes)
- 2002 Nelson G. Hogg für die Aufklärung der Struktur und Dynamik der Ozeanzirkulation durch Beobachtung, Analyse der Beobachtungsdaten und Theorie (for elucidating the structure and dynamics of the ocean circulation through observation, analysis, and theory)
- 2003 Harry L. Bryden für grundlegende und elegante Beiträge zur Beobachtung der Zirkulation in den Ozeanen (for fundamental and elegant observational contributions to understanding the oceanic general circulation)
- 2004 Friedrich A. Schott für systematische Beobachtungsprogramme in schwierigen Umgebungen, die zu einem besseren Verständnis der Ozean-Zirkulation führten (for systematically undertaking observations in challenging environments and for bold interpretation leading to greater understanding of the ocean circulation)
- 2005 John S. Allen für seine tiefblickende und wissenschaftliche strenge Aufklärung von Prozessen auf dem kontinentalen Schelf und Schelf-Abhang der Ozeane (for his insightful and rigorous elucidation of ocean processes over the continental shelf and slope)
- 2006 Michael C. Gregg für herausragende und umfassende Messungen von Turbulenz und Mischung in vielen Ozeanumwelten und speziell für die Begründung eines Zusammenhangs zwischen pelagischen Mischungsraten und der Energie innerer Wellen (for outstanding and comprehensive measurements of turbulence and mixing in many oceanic environments, and particularly for establishing a quantitative relationship between pelagic mixing rates and the energy of internal waves)
- 2007 John A. Whitehead für seine grundlegenden Beiträge zur geophysikalischen Hydrodynamik und physikalischen Ozeanographie, für die seine Labor- und Feldstudien rotierender Flüssigkeitsströme von besonderer Bedeutung waren (for his fundamental contributions to Geophysical Fluid Dynamics and Physical Oceanography, for which his laboratory and observational studies of rotating hydraulic flows have been particularly illuminating)
- 2008 Peter D. Killworth für viele bedeutende Beiträge zur Ozean-Modellierung und theoretischen Ozeanographie, die unsere Kenntnis der die Ozeanströmungen steuernden Prozesse bedeutend erweitert haben (for his many important contributions to ocean modeling and theoretical oceanography, which have significantly extended our knowledge of the processes governing ocean circulation)
- 2009 Kirk Bryan für Pionierbeiträge zur Modellierung von Ozean-Zirkulation, einschließlich Modellentwicklung und Anwendungen auf das Studium von Wärmetransport und der Rolle der Ozeane im Klima (for pioneering contributions to ocean circulation modeling, including model development and applications to the study of ocean heat transport and the ocean's role in climate)
- 2010 Thomas B. Sanford für Pionierarbeit in der Entwicklung einzigartiger Instrumente basierend auf elektromagnetischen Sensoren und ihre Nutzung zur Aufdeckung von wesentlichen Aspekten der Ozeandynamik (for pioneering development of unique instruments based on electromagnetic sensors and for using them to unravel key features of ocean dynamics)
- 2011 Dudley B. Chelton für grundlegende Beiträge zum Verständnis der Ozean-Zirkulation und der Wechselwirkung von Meer und Atmosphäre (for fundamental contributions to advancing our understanding of ocean circulation and air-sea interaction)
- 2012 Robert Pinkel für die Entwicklung herausragender Instrumente, ihre breite Anwendung und die Interpretation der Messungen um das Verständnis zahlreicher kleinräumiger Prozesse in den oberen Ozeanschichten  zu fördern (for developing outstanding instrumentation, using it widely, and interpreting the results to advance understanding of numerous small-scale processes in the upper ocean)
- 2013 Laurence Armi für tiefblickende Studien über geschichtete Strömung, seine Pionierarbeit zu Mischvorgängen in Grenzschichten und andere Turbulenz-Phänomene (for his deeply insightful studies of stratified flow, his pioneering work on boundary mixing and other turbulent mechanisms)
- 2014 James N. Moum für grundlegende Forschung zur Quantifizierung und Modellierung vertikaler Mischung im Ozean (for fundamental research on quantifying and modeling vertical mixing in the ocean)
- 2015 Glenn R. Flierl für grundlegende Einsichten in die Dynamik von Wirbeln und geostrophische Turbulenz und ihren Einfluss auf marine Ökosysteme (For fundamental insights into the dynamics of vortices and geostrophic turbulence and their impact on marine ecosystems)
- 2016 Robert Pickart für Pionierarbeiten zur Erkundung der Meere und ihrer Strömungen in hohen Breitengraden und deren Einfluss auf das Klima (for pioneering work in the exploration of high-latitude water masses and currents and for advancing the understanding of their climatic impact)
- 2017 Lynne D. Talley For exceptional contributions to understanding the genesis, distribution, and fate of mode and intermediate waters, and their importance in global heat and freshwater transport.
- 2018 Gregory C. Johnson For fundamental contributions to understanding oceanic variability, from equator to poles and surface to abyss, and for pioneering studies of the ocean’s role in climate.
- 2019 Martin Visbeck For outstanding contributions to understanding ocean circulation and mixing, and the role of the oceans in climate.
- 2020 Arnold L. Gordon For pioneering observational studies that have fundamentally advanced our understanding of Southern Ocean and inter-basin circulation.
- 2021 Bo Qiu For seminal contributions using observations, models, and theory to understand the dynamics of the North Pacific Ocean circulation and its role in the climate system.
- 2022 M. Susan Lozier For theoretical, observational, modeling contributions and leadership in significantly improving our understanding of Atlantic Ocean circulation
- 2023 Susan Wijffels For exceptional contributions to understanding oceanic and freshwater storage and transport of heat and monitoring changes in the global hydrological cycle
- 2024 Lixin Wu For exceptional, sustained contribution to studies of multi-scale ocean circulation dynamics and the roles they play in global climate change
- 2025 Amy Bower For forging enhanced understanding of the ocean’s circulation, dynamics of deep flow pathways, and the meridional overturning.[1]